# ChatGPT
ChatGPT (acronimo di Chat Generative Pre-trained Transformer, lett. "trasformatore generativo pre-addestrato") è un chat bot basato su intelligenza artificiale e apprendimento automatico, sviluppato da OpenAI e specializzato nella conversazione con un utente umano: ha mostrato notevoli capacità nel generare testo simile a quello usato dalle persone, tanto da superare con ottimi risultati il test di Turing.

## Descrizione
ChatGPT è un modello di linguaggio sviluppato da OpenAI e messo a punto con tecniche di apprendimento automatico (di tipo non supervisionato) e ottimizzato con tecniche di apprendimento supervisionato e per rinforzo, elaborato per essere utilizzato come base per la creazione di altri modelli di machine learning. 
È stato addestrato a partire dai modelli Instruct GPT o GPT-3.5 di OpenAI, che sono l'evoluzione dei modelli di GPT-3. Negli Instruct GPT (come code-davinci-002, text-davinci-002, text-davinci-003) il pre-addestramento era stato ottimizzato manualmente da addestratori umani. Nello specifico ChatGPT si sviluppa da un GPT-3.5 utilizzando l'apprendimento supervisionato e per rinforzo. Il 14 marzo 2023 è stata annunciata l'introduzione di GPT-4, un modello multimodale su larga scala che può accettare input di immagini, video, audio e testo e produrre output di testo.
ChatGPT è stato lanciato il 30 novembre 2022 e ha attirato l'attenzione per le sue risposte dettagliate e articolate, anche se la sua accuratezza è stata criticata. Sia l'apprendimento supervisionato che quello per rinforzo si sono serviti di istruttori umani per migliorarne le prestazioni: nella prima fase il modello è stato alimentato con conversazioni nelle quali gli istruttori interpretavano entrambe le parti (l'utente e l'assistente basato su intelligenza artificiale); nella fase di rinforzo gli istruttori umani hanno prima valutato le risposte che il modello aveva dato nella conversazione precedente e poi hanno usato queste valutazioni per creare "modelli di ricompensa" sui quali il modello è stato perfezionato, utilizzando diverse iterazioni di Proximal Policy Optimization (PPO). Gli algoritmi di Proximal Policy Optimization presentano un vantaggio su algoritmi di Trust Region Policy Optimization annullando molte operazioni computazionalmente costose con prestazioni migliori. I modelli sono stati addestrati in collaborazione con Microsoft sulla sua infrastruttura cloud Azure.
A maggio 2023 OpenAI ha reso ChatGPT disponibile per iOS sull'App Store, a luglio 2023 per la versione Android sul Play Store.

## Funzionamento
ChatGPT è un modello di linguaggio basato sull'architettura Transformer (descritta nel paragrafo successivo). I Transformer rappresentano una classe avanzata di modelli utilizzati per compiti di elaborazione del linguaggio naturale (in inglese Natural Language Processing, NLP).
Questi modelli si distinguono per l'adozione di meccanismi di attenzione particolarmente efficaci. In particolare, i modelli basati su Transformer convertono il testo in vettori numerici, ossia rappresentazioni matematiche, che vengono elaborate per generare risposte. ChatGPT, nello specifico, è stato addestrato mediante un Decoder autoregressivo, che, data una sequenza di parole (o più precisamente una sequenza di token), tenta di predire il token successivo più probabile.
Ad esempio, di fronte a una domanda come "Come ti chiami?", ChatGPT scompone il testo in unità discrete chiamate token. Ogni token viene quindi trasformato in una rappresentazione numerica utilizzando un encoder, che lo converte in un vettore. Il modello utilizza i meccanismi di attenzione per analizzare l'intera sequenza e stabilire come i termini interagiscano tra loro; per esempio, è in grado di identificare che "ti" nella frase "Come ti chiami?" segnala una domanda diretta. La rappresentazione vettoriale prodotta dall'encoder viene successivamente processata da un decoder il quale genera un nuovo token da aggiungere in fondo alla sequenza iniziale.
Il processo continua iterativamente: la frase generata viene riciclata come input, e il modello compone la risposta producendo un token alla volta. A ogni ciclo il modello aggiunge un ulteriore token per completare la risposta precedente, quando il modello ha terminato di scrivere, il decodificatore produce un token speciale che segnala la fine della generazione.

## Tecnologia basata sui trasformatori
La tecnologia dei trasformatori è stata descritta nel 2017 dal gruppo di ricercatori Google Brain in un articolo intitolato "Attention Is All You Need". Questi modelli di apprendimento profondo sono basati sulle reti neurali e hanno rivoluzionato il campo dell'elaborazione del linguaggio naturale (NLP) grazie alla loro capacità di gestire sequenze di parole in modo più efficiente rispetto ai modelli precedenti, come le reti neurali ricorrenti (RNN) e le long short-term memory (LSTM).
Il concetto chiave alla base dei trasformatori è il meccanismo di "attenzione", che permette al modello di ponderare l'importanza di ciascuna parola all'interno di una sequenza in base al contesto, permettendogli così di catturare le relazioni tra le parole a lungo termine senza dipendere da strutture sequenziali rigide.
Questa architettura ha portato a notevoli miglioramenti nelle prestazioni dei modelli di NLP, tra cui traduzione automatica, riassuntizzazione automatica, generazione di testo e comprensione del linguaggio naturale. ChatGPT, basato su GPT-4, è un esempio di come i trasformatori possano essere utilizzati per creare chatbot avanzati e in grado di interagire in modo naturale con gli umani.

## Miglioramenti
Rispetto ai modelli di tipo InstructGPT, ChatGPT è significativamente migliorato sotto diversi aspetti:
- risposte più lunghe: ha un vocabolario notevolmente più ampio di altri modelli GPT-Instruct;
- risposte più pertinenti: è molto più bravo a comprendere le intenzioni dell'utente;[21]
- risposte più sicure: è stato ottimizzato per ridurre le “allucinazioni”, ossia la creazione di contenuti inventati.[12]

Ad esempio, mentre un InstructGPT accetta la richiesta "Parlami di quando Cristoforo Colombo è venuto negli Stati Uniti nel 2015" come veritiera, ChatGPT utilizza le informazioni sui viaggi di Cristoforo Colombo e quelle sul mondo moderno per costruire una risposta che immagina cosa accadrebbe se Colombo arrivasse negli Stati Uniti nel 2015. I dati di addestramento di ChatGPT includono pagine di manuali e informazioni su Internet e sui linguaggi di programmazione, come i bulletin board system e il linguaggio di programmazione Python.
A differenza della maggior parte dei chatbot, ChatGPT ricorda le interazioni precedenti avvenute all'interno della stessa conversazione. Nel tentativo di impedire la produzione di risposte offensive da parte di ChatGPT, le interrogazioni al bot vengono filtrate tramite un'API di moderazione e le richieste potenzialmente razziste o sessiste vengono respinte.
ChatGPT soffre di molteplici limitazioni. Il modello di ricompensa, progettato con supervisione umana, può essere troppo ottimizzato e quindi ostacolare le prestazioni, fenomeno noto come legge di Goodhart. Inoltre, ChatGPT ha una conoscenza limitata degli eventi accaduti dopo il 2021 e non è in grado di fornire informazioni su alcune celebrità. Nella fase di apprendimento gli istruttori hanno preferito risposte più lunghe, indipendentemente dalla comprensione effettiva o dal contenuto. I dati di addestramento possono anche risentire di pregiudizi algoritmici; per esempio, indicazioni generiche, come CEO, potrebbero generare una risposta che presuppone che la persona in questione sia un maschio bianco.
ChatGPT attualmente utilizza la seconda generazione di reti neurali, la più diffusa ma la più costosa quanto ai consumi. Infatti il consumo della ChatGPT 3 durante la fase di apprendimento è stato stimato in circa 1287 MWh grazie all'ausilio di molteplici GPU. Un porting per la terza generazione di reti neurali (rete neurale spiking) è un notevole passo avanti in termini sia di prestazioni che di riduzione dei consumi, dato che il porting dell'architettura permette un numero "illimitato" di generazioni dei dati (risposte testuali e grafiche), proprio perché le reti neurale spiking e NeuralLead distribuiscono i dati nel tempo, invece di avere un set di dati predefinito che può essere eseguito una volta sola.
Nel marzo 2023, presso l'Università Cattolica del Sacro Cuore di Milano, l'Unità di ricerca sulla teoria della mente - in collaborazione con l'Università di Manchester - per la prima volta in Italia ha integrato ChatGPT in un robot sociale (NAO robot), dotando così la chat di un corpo e arricchendo il robot sociale con l’intelligenza artificiale di ChatGPT.
Nel marzo 2023 è stato lanciato un assistente virtuale umanoide, che permette anche il riconoscimento della voce e quindi l'effettuazione delle ricerche mediante il microfono, senza la necessità di digitare il testo. L'assistente ha il supporto multilingue.
Il 9 marzo 2023 Andreas Braun, direttore tecnico di Microsoft Germany, ha annunciato l'imminente introduzione della GPT-4 per avere modelli multimodali in grado di offrire possibilità completamente diverse, ad esempio la comprensione dei video. Se GPT-3 operava con 175 miliardi di parametri di apprendimento automatico, GPT-4 ne ha 100.000 miliardi.
Esistono estensioni gratuite dei browser che rendono ChatGPT accessibile più facilmente da altri siti web, permettono di esportare la chat o suggeriscono il testo delle query da sottoporre al sistema. ChatGPT si integra con Microsoft Excel e con Google Sheets per la generazione di formule a partire dal linguaggio umano. Talora ChatGPT non è accessibile a causa dell'elevato numero di richieste. Previa iscrizione al sito, il servizio MyGPT offre gratuitamente lo stesso servizio di cui beneficiano gli utenti in abbonamento con ChatGPT Plus.
A marzo 2023 è diventato possibile creare dei plugin con semplici API che consentono di far puntare a siti di terze parti aggiornati in tempo reale e di superare l'inconviente di lavorare su dati Internet aggiornati al 2021. Nel settembre 2023 è stata attivata la navigazione su dati Internet aggiornati per gli utenti Plus ed Enterprise in abbonamento, con link diretti alle fonti.
Dal novembre 2023 ChatGPT Plus opera anche con il formato PDF.
Sempre a novembre 2023 gli utenti Plus hanno ottenuto l'aumento della lunghezza massima del token fino a 128 K e la possibilità di creare delle intelligenze artificiali personalizzate e specializzate su compiti singoli da rivendersi su un apposito GPT store. Inoltre, è stato lanciato ChatGPT Voice, la funzionalità gratuita di riconoscimento vocale per le applicazioni Android e iOS, basata su ChatGPT 3.5.
Agli accordi di collaborazione con l'Associated Press (luglio 2023) e poi col Journalism Project (per la stampa locale), che hanno messo a disposizione i loro archivi per migliorare la qualità delle risposte di ChatGPT, nel novembre 2023 si è aggiunto quello con Alex Springer SE che fornisce accesso a Politico, Business Insider, Bild e Welt, in cambio di alcuni milioni di euro di diritti d'autore e della citazione della fonte con link diretto.
Nel maggio 2024 è stato pubblicato GPT-4o, una nuova versione del modello di intelligenza artificiale di OpenAI. GPT-4o, dove "o" sta per "omni", è progettato per gestire in tempo reale input e output di testo, audio, immagine e video, rendendo l'interazione uomo-computer molto più naturale. Combina tutte queste modalità in un'unica rete neurale, migliorando notevolmente la comprensione e la risposta a input multimodali rispetto ai modelli precedenti. GPT-4o è inoltre più veloce e molto più economico, con prestazioni superiori in diverse lingue e miglioramenti sostanziali nella comprensione visiva e audio.
Ad agosto 2025 è stato presentato GPT-5, un modello unificato di intelligenza artificiale di OpenAI. GPT-5, è progettato per migliorare le prestazioni di tutti i modelli precedenti, fornendo risposte modulate in base all'interlocutore. Per ottenere questo, GPT-5 è dotato di un selettore che sulla base della query (l'input dell'utente o prompt) decide quale tono verrà tenuto nella conversazione e anche il grado di apporofondimento dell'argomento da parte dell'a.i. Sia Microsoft che Apple adotteranno nei loro dispositivi e nei loro computer il modello GPT-5 di OpenAI.

## Versioni ed evoluzioni di ChatGPT
La tabella seguente elenca le principali versioni di ChatGPT rilasciate da OpenAI, descrivendo le innovazioni e i miglioramenti significativi apportati in ogni versione:
| Versione            | Data di rilascio | Descrizione |
| ------------------- | ---------------- | --- |
| Legacy ChatGPT 3.5  | Novembre 2022    | La prima versione di ChatGPT che utilizza il modello GPT-3.5, addestrata su un vasto dataset inclusivo di codice e testo. Offre capacità di generazione di testo e traduzione, ma può essere più lenta a causa del volume di testo prodotto. |
| ChatGPT 3.5 Default | 2023             | Migliorata rispetto alla Legacy, offre maggiore accuratezza nelle risposte utilizzando lo stesso modello GPT-3.5. |
| ChatGPT-4           | Marzo 2023       | Introdotta con l'abbonamento ChatGPT Plus, questa versione è più veloce e accurata grazie all'architettura GPT-4. |
| ChatGPT-4o          | Maggio 2024      | L'ultima versione, con "o" che sta per "omni," capace di accettare varie forme di input tra cui testo, immagini, audio e video. Dispone anche di capacità di memoria migliorate per conversazioni più efficienti.                            |
| ChatGPT-4.5         | Marzo 2025       | Gli avanzamenti si percepiscono negli aspetti "antropomorfi" del modello, che è dotato di una maggiore intuizione e una comprensione più profonda delle emozioni.                                                                            |

Queste versioni di ChatGPT sono costruite sui modelli GPT e sono progettate specificamente per l'uso interattivo in conversazione. Offrono miglioramenti in velocità, accuratezza e capacità di input multi-modale.

## Applicazioni pratiche
ChatGPT è un potente strumento di elaborazione del linguaggio naturale, che può essere utilizzato in una vasta gamma di applicazioni, come:
- Chatbot personalizzati: per costruire chatbot in grado di comprendere e rispondere a input in linguaggio naturale, da sfruttare nella creazione di chatbot per il servizio clienti, vendite o qualsiasi altro tipo di comunicazione personalizzata[2], anche grazie all’integrazione di API.
- Completamento e suggerimento del testo: per sviluppare sistemi in grado di completare o suggerire il testo partendo da input parziali, utili nelle attività come la digitazione predittiva o la generazione di testo in base a una serie di richieste.
- Generazione di testo: per redigere un testo coerente e fluido, per esempio, descrizioni, titoli o qualsiasi altro testo che suoni naturale.
- Traduzione automatica: per mettere a punto sistemi in grado di tradurre da una lingua all'altra. Questo può essere utile per costruire chatbot multilingue o per fornire traduzioni di contenuti di siti web.
- Analisi del sentiment: per analizzare il sentiment del testo, consentendo di determinare se un testo è positivo, negativo o neutro, indispensabile per attività come il servizio clienti o il monitoraggio dei social media.
- Riassunto: per riassumere lunghi brani in versioni più brevi, agevolando l'assimilazione rapida di grandi quantità di informazioni.
- Creazione di contenuti: per generare nuove idee di contenuto o per scrivere interi pezzi, il che può essere d'aiuto nella creazione di post sui social media o articoli di blog.
- Classificazione del testo: per classificare il testo in categorie, come spam o non spam, o sentiment positivo o negativo, facilitando compiti come il filtraggio di e-mail o la moderazione di discussioni online.
- Sistemi basati sulla conoscenza: per costruire sistemi con la funzione di rispondere a domande e fornire agli utenti informazioni su un'ampia gamma di argomenti, anche attraverso chatbot.
- Sintesi vocale: per generare il parlato dal testo, permettendo di creare versioni audio di contenuti scritti o di realizzare assistenti vocali in grado di comprendere e rispondere a input in linguaggio naturale[49].

Sul mercato sono disponibili software capaci di rilevare il testo generato da GPT, come GPTZero.

## Accoglienza e controversie
Al 2023, ChatGPT è stato il servizio tecnologico che ha raggiunto più velocemente i 100 milioni di utenti, in soli due mesi.
Ha ricevuto commenti generalmente positivi. Samantha Lock di The Guardian ha evidenziato che è stato in grado di produrre un testo «straordinariamente dettagliato» e «umano», il giornalista tecnologico Dan Gillmor ha trovato la qualità di un compito svolto da ChatGPT paragonabile con quello fatto un bravo studente. Alex Kantrowitz di Slate ha elogiato il rifiuto di ChatGPT di rispondere alle domande relative alla Germania nazista, inclusa l'affermazione secondo cui Adolf Hitler ha costruito autostrade in Germania, accostata a informazioni sull'uso del lavoro forzato nella Germania nazista.
In un articolo del 2022 l'economista Paul Krugman ha scritto che ChatGPT avrebbe influenzato la richiesta di lavoratori della conoscenza. James Vincent di The Verge ha giudicato il successo virale di ChatGPT come prova del fatto che l'intelligenza artificiale era diventata mainstream. In The Atlantic, Stephen Marche ha asserito che il suo effetto sul mondo accademico e in particolare sui saggi di applicazione deve ancora essere compreso. Secondo l'autore e insegnante californiano Daniel Herman, ChatGPT comprometterebbe lo studio della lingua inglese alle superiori».
L'accuratezza di ChatGPT è stata messa in dubbio. Quando Mike Pearl di Mashable l'ha messo alla prova, alla domanda "il Paese più grande dell'America centrale che non sia il Messico" è stato risposto "Guatemala", quando la risposta esatta è Nicaragua. Nel dicembre 2022 il sito web Stack Overflow ha vietato l'uso di ChatGPT per rispondere alle domande, definendo ambigua la natura delle risposte del bot. L'economista Tyler Cowen ha espresso preoccupazione per i suoi effetti sulla democrazia, data la possibilità di scrivere commenti automatizzati nel tentativo di influenzare il processo decisionale. Axe Sharma di Bleeping Computer ha notato che ChatGPT è in grado di scrivere malware ed e-mail di phishing. Il chatbot è capace anche di generare testi accademici convincenti, e secondo quanto riportato su Nature, è stato incluso come autore in almeno quattro articoli scientifici pubblicati o in preprint. Da febbraio 2023, al costo di 20$ mensili, il pubblico statunitense può abbonarsi a ChatGPT Plus per ricevere risposte più rapide anche nelle ore di punta e accedere in anteprima a nuove funzionalità e miglioramenti.
ChatGPT si presenta come una fonte primaria in quanto non indica i siti usati per elaborare i risultati. Al febbraio 2023 non prendeva in considerazione informazioni aggiornate in tempo reale o periodicamente, quali dati della circolazione stradale, orari di treni, autobus, aerei, traghetti, taxi, orari di apertura delle attività commerciali e simili. Al giugno 2024 ChatGPT è fermo a dataset di settembre del 2021.
Secondo un sondaggio condotto dal sito Resumebuilder.com su un campione di 1000 aziende nel 2023, circa la metà utilizzava ChatGPT per la generazione di codice, la creazione di contenuti, l'invio di domande di lavoro e l'automazione delle relative risposte, nonché per ricapitolare il lavoro delle riunioni.
A seguito di una perdita di dati (data breach) riguardanti le conversazioni degli utenti ed informazioni sugli abbonati al servizio a pagamento avvenuta il 20 marzo 2023, in Italia il servizio è stato sospeso dal 31 marzo al 28 aprile 2023 dal Garante per la protezione dei dati personali. L'Italia è stato il primo Paese al mondo a ricorrere a tale sospensione.
Secondo Jimmy Wales, ChatGPT può tornare utile alla comunità di Wikipedia per verificare se all'interno dell'enciclopedia vi sono due contenuti contraddittori.
Questo servizio in più occasioni ha generato risposte totalmente false e diffamanti, citando anche fonti inesistenti.
Nel 2023 i filtri che impediscono di sfruttare l'intelligenza artificiale a scopi criminali sono state bypassati (e poi aggiornati di conseguenza) semplicemente proponendo dei prompt in lingue escluse dal dataset iniziale e poi ritraducendole in inglese.

### Implicazioni per i mercati finanziari
Il prezzo delle azioni della società di tecnologia AI c3.ai è salito del 28% dopo l'annuncio dell'integrazione di ChatGPT nel suo toolkit. Buzzfeed, un'azienda di media digitali non legata all'IA, ha visto un aumento del 120% dopo aver comunicato l'adozione della tecnologia OpenAI per la creazione di contenuti. Reuters ha riscontrato che i prezzi delle azioni delle società legate all'IA BigBear.ai e SoundHound AI sono cresciuti rispettivamente del 21% e del 40%, pur non essendoci collegamento diretto con ChatGPT. Questa impennata è stata attribuita al ruolo di ChatGPT nel trasformare l'AI nella parola d'ordine di Wall Street. Una ricerca accademica pubblicata su Finance Research Letters ha rilevato che l'"effetto ChatGPT" ha spinto gli investitori al dettaglio a far salire i prezzi delle criptovalute legate all'IA, nonostante il più ampio mercato delle criptovalute si trovasse in un bear-market e l'interesse degli investitori istituzionali fosse diminuito. Ciò conferma i risultati aneddotici di Bloomberg secondo cui, in risposta al lancio di ChatGPT, gli investitori di criptovalute hanno preferito gli asset crittografici legati all'IA. Un esperimento di finder.com ha rivelato che ChatGPT è in grado di sovraperformare i gestori di fondi popolari scegliendo azioni in base a criteri quali la storia di crescita e i livelli di debito, ottenendo un aumento del 4,9% in un ipotetico conto di 38 azioni, sovraperformando 10 fondi di investimento di riferimento con una perdita media dello 0,8%.

### Implicazioni per l'istruzione
Dan Gillmor ha utilizzato ChatGPT nel 2022 per un compito scolastico e ha constatato che il testo generato era al livello di quello che avrebbe potuto produrre un bravo studente, prospettando "alcune questioni molto serie" per il mondo accademico.
Daniel Herman, docente di una scuola superiore della California e autore, scrive che ChatGPT porterà alla "fine dell'inglese alle superiori". Secondo Chris Stokel-Walker (rivista Nature), è preoccupante che gli studenti usino ChatGPT per delegare ad altri la stesura dei testi, ma gli addetti all'istruzione prenderanno provvedimenti per migliorare il pensiero critico o il ragionamento. Emma Bowman di NPR mette in guardia contro il pericolo che gli studenti commettano plagio adoperando IA, la quale può anche fabbricare testi faziosi o insensati scritti con tono autorevole. Joanna Stern nel The Wall Street Journal descrive come negli USA lo strumento aiuta a barare nei temi d'inglese agli studenti delle superiori. Il professor Darren Hick dell'Università di Furman propone di sottoporre a un esame orale ad hoc individuale sull'argomento se c'è un forte sospetto che lo studente abbia presentato un lavoro generato da IA.
Il Dipartimento dell'istruzione di New York ha bloccato l'accesso a ChatGPT nel dicembre 2022 e ha ufficializzato il divieto a gennaio 2023, per revocarlo nel maggio 2023 con una dichiarazione che incoraggia gli studenti ad usare strumenti IA come ChatGPT. Nel febbraio 2023 l'Università di Hong Kong ha vietato l'uso di ChatGPT o di altri strumenti IA in tutte le lezioni, gli esami e le valutazioni. Ogni violazione sarebbe stata considerata plagio, salvo previo consenso scritto del docente.
In un sondaggio di marzo-aprile 2023 il 38% degli studenti americani ha ammesso di aver utilizzato ChatGPT per un compito senza il permesso dell'insegnante. Nel complesso, il 58% degli studenti ha dichiarato di aver usato ChatGPT.
In un test in cieco ChatGPT è stato giudicato aver superato gli esami universitari presso l'Università del Minnesota al livello di uno studente con voto C+ e presso la Wharton School dell'Università della Pennsylvania con un voto da B a B−. Le prestazioni di ChatGPT per la programmazione informatica dei metodi numerici sono state valutate da uno studente e da un docente dell'Università di Stanford nel marzo 2023 attraverso una varietà di esempi di matematica computazionale. La psicologa della valutazione Eka Roivainen ha somministrato un test di intelligenza parziale a ChatGPT e ha stimato il suo Quoziente Intellettivo Verbale a 155, il che la collocerebbe nell'1% superiore dei partecipanti al test.
Il professore di geografia Terence Day ha esaminato le citazioni generate da ChatGPT e ha scoperto che erano false. Nonostante ciò, scrive che "i titoli dei falsi articoli sono tutti inerenti alle domande e potenzialmente potrebbero essere ottimi articoli. La mancanza di una citazione genuina potrebbe segnalare ad un autore intraprendente l'opportunità di colmare un vuoto". Secondo Day, è possibile generare corsi universitari introduttivi di alta qualità con ChatGPT; lo ha usato per creare materiale per corsi di geografia fisica introduttiva, di idrologia geografica di secondo anno, cartografia, sistemi informativi geografici e telerilevamento di secondo anno. Conclude che "questo approccio potrebbe avere una rilevanza significativa per l'apprendimento aperto e potrebbe influenzare i modelli attuali di pubblicazione dei libri di testo".

### Permeabilità ai bias presenti nel dataset di allenamento
ChatGPT è allenato tramite fonti scritte da esseri umani reperite principalmente nel web.
Diversi articoli scientifici hanno dimostrato che generalmente GPT e altri Large Language Models (LLM) allenati su tali dataset possono conservare i bias umani presenti nelle informazioni di training, tra cui anche pregiudizi discriminatori:
- In Racial Bias in Hate Speech and Abusive Language Detection Datasets[98] si è visto che il chatbot era propenso a catalogare come hate speech i tweet scritti da utenti di colore, piuttosto che da quelli bianchi; gli stessi autori hanno però puntualizzato che questo poteva essere dovuto alla preponderanza di termini espliciti nei post dei soggetti di colore.
- In Gender bias and stereotypes in Large Language Models[99] gli autori hanno mostrato che in diversi scenari di ambiguità grammaticale è probabile che un modello di linguaggio assegni un pronome maschile ad una professione considerata per stereotipo maschile (i.e. doctor in inglese) e viceversa (i.e. nurse in inglese). Si noti che il testo citato non indica come modello in questione proprio ChatGPT, ma parla di analisi di modelli dell'inizio del 2023 (compatibile con GPT-4, rilasciato nel marzo del 2023). Gli autori dimostrano anche che, quando esplicitamente interrogato rispetto all'imparzialità delle sue stesse risposte, il modello LLM è in grado di comprendere il suo errore, notificando la presenza di bias sessisti.
- In A “Perspectival” Mirror of the Elephant: Investigating Language Bias on Google, ChatGPT, YouTube, and Wikipedia[100] è stata valutata la differenza di risposta di ChatGPT quando i prompt vengono forniti in lingue diverse: l'articolo mostra quanto domande riguardanti temi complessi come buddismo, liberalismo, colonizzazione, Iran e USA ricevano risposte sostanzialmente diverse a seconda della lingua nella quale vengono poste.

### Implicazioni per il web e la Teoria dell'Internet morta
Anche se non direttamente correlato a ChatGPT, uno studio evidenzia che nel 2024 il 57% dei contenuti presenti sul web sono stati prodotti o processati da sistemi di intelligenza artificiale.